# ブリッジ (バンド)
ブリッジ（bridge）は、日本のネオアコ・バンド。1989年結成。1995年解散。

## 概要
小山田圭吾が主宰した「トラットリア」レーベルを代表するアーティストの一つだった（1stアルバムのプロデュースも小山田）。音楽スタイルとしては所謂ネオアコ。「Radio au go-go」（『Best Of Trattoria Years』収録）の器楽曲バージョンはフジテレビ『ポンキッキーズ』内コーナー『爆チュー問題』でBGMとして使用され同番組の挿入歌『バブルバスガール』の作詞・作曲はカジヒデキが手がけ、後にコナミ・アーケードゲーム『ポップンミュージック12いろは』にて池水真由美（Three Berry Icecream名義）がカバー。2017年2月、下北沢CLUB Queでのイベントでサプライズ結成を果たす。続く4月にはカジの呼びかけにより22年ぶりに再結成ライブを実施。このライブの反響が大きく、チケットが即完売したことを受けて2017年7月の「PEANUTS CAMP」にて「本当にこれが最後」とする追加公演を実施。

## メンバー
- 大友真美（Vo）
- 池水真由美（Key）
- 清水弘貴（G・Vo）
- 加地秀基（B）
- 黒澤宏子（Dr）
- 大橋伸行（G）

## 作品
（リリース元は全てポリスター、トラットリア）

### マキシシングル
- Windy Afternoon
- A Meeting On the Disc (Would-be-goodsとのスプリット盤。全4曲中2曲がブリッジの曲）
- Paper Bikini Yaya
- Salt Water Taffee